# Luis Medina (Fußballspieler, 1970)
Luis Fernando Medina Arévalo (* 11. Mai 1970 in Rancagua oder Requínoa) ist ein ehemaliger chilenischer Fußballspieler. Der Mittelfeldspieler bestritt zwei Länderspiele für die Nationalmannschaft und wurde auf Vereinsebene 2004 chilenischer Meister.

## Karriere

### Verein
Luis Medina, auch Flaco genannt, begann seine Profikarriere 1989 beim CD O’Higgins und wechselte 1995 zu Provincial Osorno, wo er mit den Copa-Libertadores-Siegern Daniel Morón und Rubén Martínez zusammen auf dem Platz stand. Anschließend agierte der Mittelfeldspieler bei den Santiago Wanderers, mit denen er 1998 absteigen musste. Medina wechselte nach einem Jahr bei Deportes Iquique zu Unión Española. 2002 trug Flaco das Trikot des CD Huachipato und 2003 bis 2004 das von Audax Italiano. Ab 2005 ließ er seine Karriere bei Klubs aus der Primera B ausklingen. 2005 war Medina beim CD Magallanes und 2006 bei Deportes Melipilla, mit denen er die Zweitligameisterschaft gewann, selbst aber in der Liga blieb. 2007 lief er für San Luis auf und 2008 beendete er seine Profikarriere bei Coquimbo Unido.

### Nationalmannschaft
Medina bestritt im November 2001 in der chilenischen Nationalmannschaft beim Qualifikationsspiel zur Weltmeisterschaft 2002 gegen Kolumbien und gegen Ecuador seine einzigen beiden Länderspiele. Chile konnte sich als Letzter der Südamerikagruppe nicht für das Turnier in Südkorea und Japan qualifizieren.

## Erfolge
Melipilla
- Chilenischer Zweitliga-Meister: 2006